# Pedites
Les pedites sont, sous la République romaine, la base de l'armée romaine : l'infanterie. Il s'agit des citoyens romains de la classe moyenne, pas assez riches pour être chevalier romain, mais qui ont assez de biens pour ne pas être des proletarii.
Sur les 193 centuries que comptent les comices centuriates, 170 sont constitués de pedites qui sont divisés en cinq classes, chacune de ces cinq classes est elle-même divisée en centuries de iunores (jeunes soldats, 17 à 45 ans), les plus nombreux et le gros de l'armée, et de seniores (vieux soldats, 46 à 60 ans),, qui constituent généralement la réserve.
Le vote combiné des iuniores (85 centuries) égale celui des seniores (85 centuries). Le résultat de cette organisation fait que le vote d'un seniores vaut beaucoup plus que celui d'un iuniores. L'incidence nette est qu'on donne plus d'influence aux vieux soldats expérimentés. Comme Cicéron le note, ce choix est intentionnel pour que les décisions de l'assemblée soient en accord avec la volonté des soldats les plus expérimentés. Cela garantit que l'assemblée prend les meilleurs décisions possibles.
Les pedites sont divisés en cinq classes, basées sur la propriété. La première classe consiste en soldats très équipés avec une lourde armure. Les classes inférieures sont successivement moins équipées et amurées, et la cinquième classe consiste en soldats qui n'ont rien d'autre que des frondes et des pierres. Toutes les centuries d'une classe doivent voter avant que les centuries d'une classe inférieure ne votent.
La première classe de pedites est composée de 80 centuries. Quarante d'entre elles sont composées de iuniores et les quarante autres de seniores. Les classes deux, trois et quatre sont divisées en vingt centuries chacune. La cinquième classe est composée de trente centuries. Dans chaque classe, il y a autant de classes de iuniores que de seniores.
En 241 av. J.-C., une réorganisation des comices centuriates la rend plus démocratique. Sous le nouveau système, les trente-cinq tribus sont chacune divisées en dix centuries. Cinq de ces centuries sont composées de seniores, les cinq autres de iuniores. Chacun de ses cinq centuries est assignée à l'une des cinq classes de cens, basées sur la propriété. Par conséquent, chaque centurie a deux centuries (une de seniores et une de iuniores) de chacune des cinq classes. Les exigences pour chacune de chaque classe sont sûrement élevées. Au total, il en résulte 350 centuries de pedites. Les dix-huit centuries de chevaliers et les cinq de non-armées sont incluses dans le nouveau système.

## Sources